# Paul Iby
Mons. Paul Iby (23. ledna 1935, Raiding) je rakouský římskokatolický kněz a emeritní biskup Eisenstadtu.

## Život
Narodil se 23. ledna 1935 v Raidingu, jako druhý syn zamědělce maďarského původu. Roku 1954 na Bundesgymnasium und Bundesrealgymnasium Mattersburg odmaturoval. Poté studoval teologii a filosofii a dne 29. června 1959 byl vysvěcen na kněze. Dále pokračoval ve studiu na Papežské Gregoriánské univerzitě v Římě kde roku 1967 získal doktorát z kanonického práva. V letech 1967 až 1974 byl osobním sekretářem biskupa Eisenstadtu. Od roku 1969 do roku 1977 vedl charitu a v letech 1973/1985 vedl školský úřad diecéze Eisenstadt. Byl vedoucím biskupského sekretariátu a kancléřem ordinariátu. Poté působil jako generální vikář stejné diecéze.
Dne 28. prosince 1992 byl papežem Janem Pavlem II. ustanoven diecézním biskupem Eisenstadtu. Biskupské svěcení přijal 24. ledna 1993 z rukou biskupa Stephana Lászla a spolusvětiteli byli biskup Helmut Krätzl a arcibiskup Vinko Puljić.
Dne 9. července 2010 přijal papež Benedikt XVI. jeho rezignaci na post biskupa Eisenstadtu, z důvodu dosažení kanonického věku 75 let.
Je členem Řádu Božího hrobu.

## Názory

### Celibát
Iby se vyslovil pro zrušení celibátu. „Pro kněží by byla jistě úleva, kdyby se povinný celibát zrušil," uvedl. Soudí, že kněží by měli mít právo se sami rozhodnout, zda jej chtějí dobrovolně přijmout, nebo mít rodinu.
Uvedl také, že by přivítal, kdyby ženatí muži mohli být vysvěceni na kněze.

### Kněžské svěcení žen
Do budoucna by se podle Ibyho měla zvážit možnost svěcení žen.

### Rozvody
Iby navrhl povolit rozvody a uzavírání dalších manželství po uplynutí určité doby, po kterou se mají rozvedení manželé kát.
Iby zároveň připustil, že diskuse na tato témata zatím není v Římě na pořadu dne. „Řím je příliš upjatý... nesmělý," prohlásil v roce 2010.

## Kontroverze
Biskup Iby soudí, že katolická církev je ve velmi hluboké krizi. Podíl na ní mají podle něj skandály související se zneužíváním dětí. Sám biskup byl však několikrát nařčen, že ve své diecézi zneužívání dětí duchovními přehlížel a nezakročil. Své jednání bránil „nezkušeností".
Iby míní, že potrvá dlouho, než si církev znovu získá důvěru. Podaří se jí to podle něj tehdy, pokud bude otevřenější a svobodnější.